# Дикти
Дѝкти (на гръцки: Δίκτη) е планина в източната част на остров Крит (в областна единица Ласити), Гърция.
В планината има 3 върха-двехилядници:  Спати  - с височина 2148 m, Афендис Христос (2141 m) и Лазарос (2085 m), както и множество плата, сред които Лимнакаро, Катаро, Лапатос, Омалос, Ерганос, Мари, Нисимос.

## Митология
В планината Дикти се намира известната пещера Психро (в близост до едноименното село), наричана и Диктинска/Диктейска пещера и считана за родното място на гръко-римския бог Зевс (или поне за мястото, където той е скрит от майка си Рея, след раждането си за да не бъде погълнат от боящия се от детронация негов баща Кронос). Според легендата за пещерата, всеки път, когато Зевс проплаква, стражите (куретите и корибантите) пред пещерата силно удрят щитовете си, за да заглушат с шума, който вдигат детския плач и титанът да го не чуе, в резултат на което бебето-бог остава невредимо, а вместо него Кронос/Сатурн е измамен да глътне един голям камък, увит в пелени. Така че впоследствие Юпитер расте на воля (за разлика от братята и сестрите си, които пребивават в корема на титана), отново по тези места под грижите на Амалтея.

## Природа и стопанство
Растителният свят е представен от каменен дъб, ела, бор, грипа, обикновен кипарис. Животинският - от белоглав лешояд, брадат лешояд, сокол скитник, червеноклюна гарга. 
Голяма заплаха за екосистемата са честите горски пожари. Проблемът с тях идва и от факта, че по тези места с малко валежи, силни сезонни ветрове през втората половина на лятото и екстензивно животновъдство обновяването на горите се извършва много бавно. И трите най-унищожителни пожара в Гърция в периода 1980-2008 г. (на 28 август 1983, на 24 юли 1993 и на 17 август 1994 г.) засягат югоизточния дял на Дикти, като специално този от 1994 г. нанася огромни щети на площ от 70 000 акра горски масиви.
В планината е разположено платото Ласити, едно от най-плодородните места в Гърция, на което се отглеждат ябълки, череши, вишни, круши, орехи, бадеми, шам-фъстък и което е прочуто, като център на мелничарство.